# UTC+12:00
Giờ UTC+12 là một múi giờ cho các nơi sau đây:
- Fiji
- Quần đảo Gilbert, Kiribati
- Quần đảo Marshall
- Giờ chuẩn New Zealand (Quần đảo Chatham có múi giờ riêng)
- Kosrae, Micronesia
- Nauru
- Một số vùng của Nga:
  - Kamchatka Krai
  - Chukotka Autonomous Okrug
- Tuvalu
- Đảo Wake
- Wallis và Futuna